# Marc de text

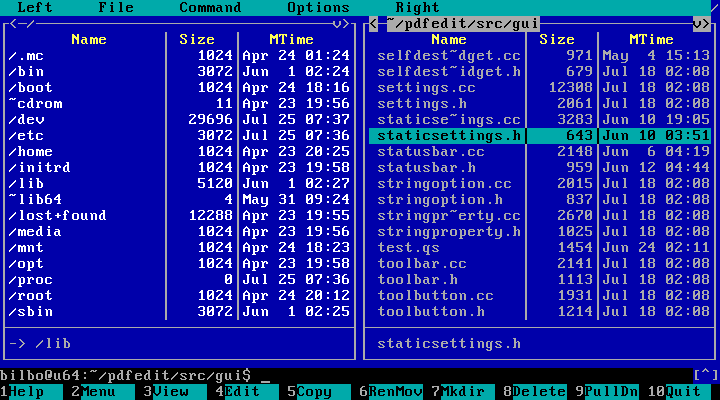
Midnight Commander fent servir caràcters de dibuix de caixes a l'emulador de terminal

Caràcters de marc de text,, són una forma de semigràfics àmpliament utilitzats en les interfícies d'usuari de text per dibuixar diversos marcs i quadres geomètrics. Els Caràcters de marc de text normalment només funcionen bé amb tipus mono-espai. A les interfícies gràfiques d'usuari, aquests caràcters són molt menys útils, ja que és més senzill i apropiat dibuixar línies i rectangles directament amb una API gràfica. No obstant això, encara són útils per a les interfícies de línia d'ordres i comentaris de text sense format dins del codi font.
Utilitzats juntament amb caràcters de marc de text, hi ha elements de bloc, caràcters d'ombra i caràcters simi-gràfics de terminals, que es poden utilitzar per omplir regions de la pantalla i representar ombres per simular relleus

## Codificacions

### Unicode
Unicode inclou 128 caràcters. En molts tipus de lletra Unicode només existeix el subconjunt que també està disponible en el joc de caràcters de l'IBM PC (vegeu més avall), ja que es defineix com a part del joc de caràcters WGL4.

Símbols de marc de text Unicode. Un rendering mostrant tots 128 símbols (que haurien d'aparèixer en el gràfic adjacent)

| Dibuix de caixa (Unicode 12.0) Gràfic de codis oficial del Consorci Unicode (PDF) |   |   |   |   |   |   |   |   |   |   |   |   |   |   |   |   |
|                                                                                   | 0 | 1 | 2 | 3 | 4 | 5 | 6 | 7 | 8 | 9 | A | B | C | D | E | F |
| U + 250x                                                                          | ─ | ━ | │ | ┃ | ┄ | ┅ | ┆ | ┇ | ┈ | ┉ | ┊ | ┋ | ┌ | ┍ | ┎ | ┏ |
| U + 251x                                                                          | ┐ | ┑ | ┒ | ┓ | └ | ┕ | ┖ | ┗ | ┘ | ┙ | ┚ | ┛ | ├ | ┝ | ┞ | ┟ |
| U + 252x                                                                          | ┠ | ┡ | ┢ | ┣ | ┤ | ┥ | ┦ | ┧ | ┨ | ┩ | ┪ | ┫ | ┬ | ┭ | ┮ | ┯ |
| U + 253x                                                                          | ┰ | ┱ | ┲ | ┳ | ┴ | ┵ | ┶ | ┷ | ┸ | ┹ | ┺ | ┻ | ┼ | ┽ | ┾ | ┿ |
| U + 254x                                                                          | ╀ | ╁ | ╂ | ╃ | ╄ | ╅ | ╆ | ╇ | ╈ | ╉ | ╊ | ╋ | ╌ | ╍ | ╎ | ╏ |
| U + 255x                                                                          | ═ | ║ | ╒ | ╓ | ╔ | ╕ | ╖ | ╗ | ╘ | ╙ | ╚ | ╛ | ╜ | ╝ | ╞ | ╟ |
| U + 256x                                                                          | ╠ | ╡ | ╢ | ╣ | ╤ | ╥ | ╦ | ╧ | ╨ | ╩ | ╪ | ╫ | ╬ | ╭ | ╮ | ╯ |
| U + 257x                                                                          | ╰ | ╱ | ╲ | ╳ | ╴ | ╵ | ╶ | ╷ | ╸ | ╹ | ╺ | ╻ | ╼ | ╽ | ╾ | ╿ |

| Elements de bloc (Unicode 12.0) Gràfic de codis oficial del Consorci Unicode (PDF) |   |   |   |   |   |   |   |   |   |   |   |   |   |   |   |   |
|                                                                                    | 0 | 1 | 2 | 3 | 4 | 5 | 6 | 7 | 8 | 9 | A | B | C | D | E | F |
| U + 258x                                                                           | ▀ | ▁ | ▂ | ▃ | ▄ | ▅ | ▆ | ▇ | █ | ▉ | ▊ | ▋ | ▌ | ▍ | ▎ | ▏ |
| U + 259x                                                                           | ▐ | ░ | ▒ | ▓ | ▔ | ▕ | ▖ | ▗ | ▘ | ▙ | ▚ | ▛ | ▜ | ▝ | ▞ | ▟ |

### DOS
La pàgina de codis de maquinari de l'IBM PC original proporcionava els següents caràcters de caixa de text, en el que DOS ara truca a la pàgina de codi 437. Aquest subconjunt dels caràcters de caixa de text Unicode és, per tant, molt més popular i probablement renderitzat correctament:
|   | 0 | 1 | 2 | 3 | 4 | 5 | 6 | 7 | 8 | 9 | A | B | C | D | E | F |
| - | - | - | - | - | - | - | - | - | - | - | - | - | - | - | - | - |
| B |   |   |   | │ | ┤ | ╡ | ╢ | ╖ | ╕ | ╣ | ║ | ╗ | ╝ | ╜ | ╛ | ┐ |
| C | └ | ┴ | ┬ | ├ | ─ | ┼ | ╞ | ╟ | ╚ | ╔ | ╩ | ╦ | ╠ | ═ | ╬ | ╧ |
| D | ╨ | ╤ | ╥ | ╙ | ╘ | ╒ | ╓ | ╫ | ╪ | ┘ | ┌ |   |   |   |   |   |

El seu nombre es limita a 22 a les pàgines de codi que substitueixen els 18 caràcters "únics / dobles híbrids" amb altres caràcters generalment alfabètics (com ara la pàgina de codi 850):
|   | 0 | 1 | 2 | 3 | 4 | 5 | 6 | 7 | 8 | 9 | A | B | C | D | E | F |
| - | - | - | - | - | - | - | - | - | - | - | - | - | - | - | - | - |
| B |   |   |   | │ | ┤ |   |   |   |   | ╣ | ║ | ╗ | ╝ |   |   | ┐ |
| C | └ | ┴ | ┬ | ├ | ─ | ┼ |   |   | ╚ | ╔ | ╩ | ╦ | ╠ | ═ | ╬ |   |
| D |   |   |   |   |   |   |   |   |   | ┘ | ┌ |   |   |   |   |   |

Nota: Els caràcters no dobles són els "prims" (U + 2500, U + 2502), no els "amples" (U + 2501, U + 2503).
Alguns ordinadors de OEM DOS van suportar altres jocs de caràcters, per exemple, la Hewlett-Packard HP 110 / HP Portable i HP 110 Plus / HP Portable Plus, on en una versió modificada del joc de caràcters es van afegir caràcters de dibuix en zones reservades del seu joc de caràcters normal HP Roman-8.
| [ 2 ] | 0 | 1 | 2 | 3 | 4 | 5 | 6 | 7 | 8 | 9 | A | B | C | D | E | F |
| ----- | - | - | - | - | - | - | - | - | - | - | - | - | - | - | - | - |
| 8     |   |   |   |   | ╝ | ╗ | ╔ | ╚ | ╣ | ╩ | ╦ | ╠ | ═ | ║ | ╬ |   |
| 9     |   |   |   |   | ┘ | ┐ | ┌ | └ | ┤ | ┴ | ┬ | ├ | ─ | │ | ┼ |   |

### Unix, CP/M, BBS
En molts sistemes Unix i en els primers sistemes d'anuncis de marcatge, l'únic estàndard comú per als personatges de caixa de text era el joc de caràcters alternatiu VT100 (vegeu també: DEC Special Graphics). La seqüència d'escapament Esc(0 canviat els codis per a les lletres ASCII en minúscules per dibuixar aquest conjunt i la seqüència Esc (B retrocedit:
|   | 0 | 1 | 2 | 3 | 4 | 5 | 6 | 7 | 8 | 9 | A | B | C | D | E | F |
| - | - | - | - | - | - | - | - | - | - | - | - | - | - | - | - | - |
| 6 |   |   |   |   |   |   |   |   |   |   | ┘ | ┐ | ┌ | └ | ┼ |   |
| 7 |   | ─ |   |   | ├ | ┤ | ┴ | ┬ | │ |   |   |   |   |   |   |   |

Un script Bash que mostra tots els caràcters semigràfics: 
```
$ 
for
 
i
 
in
 
6a
 
6b
 
6c
 
6d
 
6e
 
71
 
74
 
75
 
76
 
77
 
78
;
 
do

> printf "0x$i \x$i \x1b(0\x$i\x1b(B\n"

> done

0x6a j ┘

0x6b k ┐

0x6c l ┌

0x6d m └

0x6e n ┼

0x71 q ─

0x74 t ├

0x75 u ┤

0x76 v ┴

0x77 w ┬

0x78 x │

```

En alguns terminals, aquests caràcters no estan disponibles en absolut i la complexitat de les seqüències d'escapament va desaconsellar el seu ús, de manera que sovint només s'utilitzen caràcters ASCII que aproximen els caràcters de caixa de text, com ara : (guionet menys), | (barra vertical), _ (subratllat), = (signe igual) i + (signe més) en una mena de moda artística ASCII.
Els emuladors de terminal moderns d'Unix utilitzen Unicode i, per tant, tenen accés als personatges de dibuix de línies esmentats anteriorment.

### Història
Molts microordinadors dels anys setanta i vuitanta tenien els seus propis jocs de caràcters propietaris, que també incloïen personatges de caixa de text. Alguns d'aquests conjunts, com el PETSCII de Commodore, inclouen símbols de dibuix sense cap caràcter Unicode.

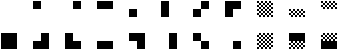
ZX81 semigraphics

El Sinclair ZX80, ZX81 i Spectrum incloïen un conjunt de text semigràfic amb elements de bloc i patrons de dithering.
El BBC Micro podia utilitzar el joc de caràcters de 7 bits de Teletext, que comptava amb 128 caràcters de dibuix de quadre, els punts d'aquest codi es compartien amb els caràcters alfanumèrics i de puntuació habituals. Els caràcters de control s'utilitzaven per canviar de text regular al marc de text.
MouseText és un conjunt de caràcters de visualització per als Apple IIc, IIe i IIgs que inclouen caràcters de dibuix en caixa.
El joc de caràcters CP / M Plus utilitzat en diverses computadores Amstrad de les famílies de CPC, PCW i Spectrum incloïa també un ric conjunt de personatges de dibuix de línia:
| [ 5 ] | 0 | 1 | 2 | 3 | 4 | 5 | 6 | 7 | 8 | 9 | A | B | C | D | E | F |
| ----- | - | - | - | - | - | - | - | - | - | - | - | - | - | - | - | - |
| 8     |   | ╧ | ╟ | ╚ | ╤ | ║ | ╔ | ╠ | ╢ | ╝ | ═ | ╩ | ╗ | ╣ | ╦ | ╬ |
| 9     |   | ╵ | ╶ | └ | ╷ | │ | ┌ | ├ | ╴ | ┘ | ─ | ┴ | ┐ | ┤ | ┬ | ┼ |

Alguns sistemes integrats recents també utilitzen conjunts de caràcters propietaris, generalment extensions a conjunts de caràcters ISO 8859, que inclouen caràcters de caixa de text o altres símbols especials.
El World System Teletext (WST) utilitza caràcters de dibuix en píxels per a alguns gràfics. Una cel·la de caràcter es divideix en 2 × 3 regions i 2 ⁶ = S'assignen 64 posicions de codi per a totes les combinacions possibles de "píxels". Tanmateix, aquests caràcters no estan inclosos a l'estàndard Unicode.

## Exemples
Mostra realitzada a partir dels caràcters estàndard de caixa de text, utilitzant un tipus de lletra mono-espai:
```
┌─┬┐ ╔═╦╗ ╓─╥╖ ╒═╤╕
│ ││ ║ ║║ ║ ║║ │ ││
├─┼┤ ╠═╬╣ ╟─╫╢ ╞═╪╡
└─┴┘ ╚═╩╝ ╙─╨╜ ╘═╧╛
┌───────────────────┐
│ ╔═══╗ Some Text │▒
│ ╚═╦═╝ in the box │▒
╞═╤══╩══╤═══════════╡▒
│ ├──┬──┤ │▒
│ └──┴──┘ │▒
└───────────────────┘▒
 ▒▒▒▒▒▒▒▒▒▒▒▒▒▒▒▒▒▒▒▒▒

```